# Tania Safura Adam Mogne
Tania Safura Adam Mogne es una periodista, comisaria e investigadora afincada en Barcelona.
Especializada en diásporas y músicas africanas, es fundadora de la plataforma cultural de pensamiento crítico y difusión de las artes y las culturas negras, Radio Africa.

## Biografía
Nació en Maputo (Mozambique), a los seis años se traslada a Lisboa y luego a Madrid. En el 2004 llega a Barcelona donde nacen sus tres hijos, ciudad en la que reside actualmente.
Realizó sus estudios de secundaria y universitarios en Madrid. Ya en Barcelona se especializa en desarrollo internacional, sociedades africanas y en producción cultural. Una intersección de conocimientos que le permitieron colaborar con organizaciones como la Fundación Interarts, Intermón Oxfam, el Centro de Estudios Africanos e interculturales de Barcelona. Y luego coordinar el Espai Avinyó del Programa Barcelona Interculturalitat –Ajuntament de Barcelona–, a la vez que mantiene colaboraciones con medios como El País, GuinGuinBali, ONGC.
En el 2009 dirige y produce el Documental Expressions de l'Àfrica negra en Barcelona, por el que gana el Premio de Diversidad en el Audiovisual en la modalidad de documental.
En 2012 impulsa el proyecto Radio Africa Sonidos Urbanos, un programa de radio mensual en la radio Scanner FM que tiene como finalidad dar a conocer los nuevos sonidos provenientes de las urbes africanas contemporáneas. El proyecto se convierte en Radio Africa Magazine cuando lanza su marca de complementos de inspiración africana, Safura. En el año 2016 Radio Africa es la responsable del programa paralelo de actividades de la exposición del CCCB "Making Africa. Un continente de Diseño". Ese mismo año inicia su colaboración en el programa de Betevé Terrícoles. Un año más tarde inicia la versión radiofónica de Radio Africa Magazine en radio Betevé, dedicado a las músicas y pensamiento del continente africano y su diáspora. Lo hace bajo su alter ego musical Mrs. Safura. En el año 2018 el programa gana los Premios para la Diversidad en el Audiovisual en la modalidad de radio.
Desde 2018 su trabajo se centra en el análisis y el pensamiento que se genera en torno a las diásporas negras en el mundo, haciendo especial hincapié en las mujeres y la producción cultural, en la esfera pública de Barcelona y España. Por ello ha comisariado programas públicos como "Microhistorias de la Diáspora". Experiencias encarnadas de la dispersión femenina».
Tania Adam, ha llevado a cabo diferentes investigaciones en diferentes instituciones culturales, ha creado el programa musical African Bubblegum Music en Radio Primavera Sound. Ha colaborado con el MACBA, Ctxt, La Directa, y La Virreina Centre de la Imatge, entre otros.
En noviembre de 2022 fue nombrada miembro del plenario del CoNCA. Actualmente (2023) lidera la investigación “España Negra. Viaje hacia la negritud en el espacio-tiempo” (integrado por Kira Bermúdez, Laida Memba Ikuga, Jatou Fall, Esther García Ejome, Anthony Hall, Gabriella Nuru y América Nicte-Ha), dirige el grupo de Investigación “Estudios Negros Ibéricos” en el MNCARS y el programa Radio Africa en Betevé Radio.